# پارادوکس سیب‌زمینی

تصویرسازی از پارادوکس سیب زمینی: جعبه های آبی نشان دهنده ۹۹ قطعه آب و قطعه نارنجی نشان دهنده ۱ قطعه غیر-آب یا ماده خشک سیب زمینی است(سمت چپ شکل). برای دو برابر کردن نسبت غیر-آب به آب تا یک چهل و نهم، مقدار آب باید تا ۴۹ واحد کاهش پیدا کند تا مقدار ماده خشک ثابت باقی بمناند (وسط شکل). این برابر است با دو برابر شدن غلظت غیر آب (سمت راست شکل).

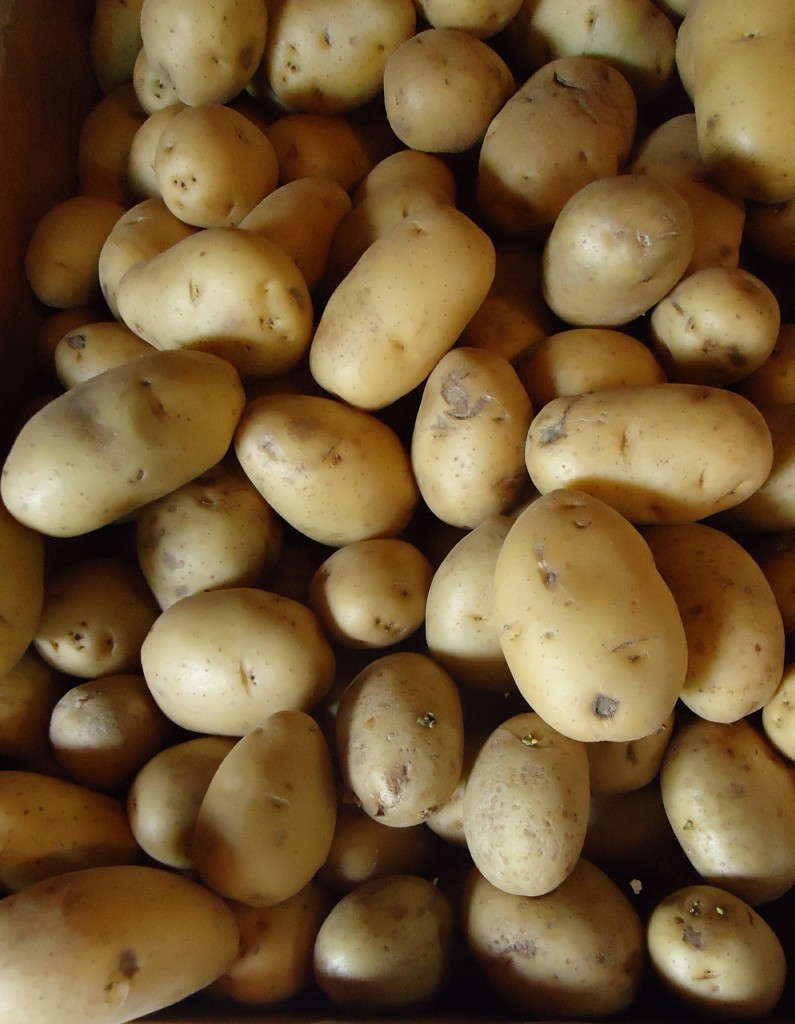
سیب‌زمینی سفید در واقع حدود ۷۹ درصد آب;
Agar است که ۹۹٪ آب است.

پارادوکس سیب‌زمینی یک محاسبهٔ ریاضی است که مغایر با شهود عادی انسان‌هاست. این به اصطلاح پارادوکس از طریق خشک کردن مقداری سیب‌زمینی قابل بیان است، که نتیجهٔ به دست آمده از آن به شدت خارج از حد انتظار است.

## توضیحات
این تناقض به شکل زیر توضیح داده می‌شود:
شما باید ۱۰۰ پوند سیب زمینی که ۹۹ درصد جرم آن آب است داشته باشید. بگذارید آنها آب خود را از دست بدهند تا ۹۸٪ جرم آن متشکل از آب شود. اکنون جرم کل سیب زمینی چقدر است؟
کتاب جهانی ریاضیات این مسئله را به شکل زیر طرح کرده است:
فرد ۱۰۰ پوند سیب زمینی (سیب زمینی کامل از نظر ریاضی که ۹۹٪ جرم آن آب است) را به خانه می‌آورد. اون در شب این سیب زمینی‌ها را خارج از خانه قرار می‌دهد در نتیجه خشک شدن سیب زمینی‌ها ۹۸٪ جرم آنها را آب تشکیل خواهد. وزن فعلی این سیب زمینی ها چقدر خواهد بود؟ جواب به طور معجزه آسایی ۵۰ پوند خواهد بود. 

## توضیح ساده این مسئله

### روش اول
در مدرسه ی 100 دانش آموز وجود دارد که تنها یک دانش آموز پسر است.(1 درصد) بعد از مدتی مدیر مدرسه می خواهد بدون اینکه پسری جدیدی به دانش آموزان مدرسه اضافه کند درصد دانش آموز پسر را به دو درصد برساند برای این کار باید 50 دانش آموز دختر را از مدرسه اخراج کند.( برای افزایش یک درصدی دانش آموز پسر دو روش وجود دارد روش اول که در ابتدا گفته شد که پسر جدیدی به مدرسه آورده نشود در عوض 50 دختر از مدرسه اخراج شود و روش دوم این است که یک دختر را از مدرسه اخراج و جایش یک پسر به مدرسه آورده شود البته لازم به ذکر است در هر دو روش بالا فرض بر این است که مدیر مدرسه نمی خواهد تعداد کل دانش آموزان از 100 نفر بیشتر گردد)

### روش دوم
یک توضیح برای این مسئله به این صورت است که در ابتدا ماده خشک سیب زمینی دارای جرم ۱ پوند است که ۱٪ از ۱۰۰ پوند است. پس از آن یکی می پرسد: ۱ پوند ۲ درصد از چه مقدار جرم است؟برای اینکه این درصد دو برابر شود جرم کل باید نصف شود.

### روش سوم
۱۰۰ پوند سیب زمینی ۹۹٪ آب (جرمی) بدان معنی است که ۹۹ پوند آب وجود دارد و ۱ پوند ماده‌ی خشک. نسبت ۱ به ۹۹ است.
اگر آب به ۹۸ ٪ کاهش پیدا کند پس مواد جامد شامل ۲٪ جرم نهایی خواهد بود. نسبت ۲ به ۹۸ در واقع نسبت ۱ به ۴۹ است. از آنجا که مواد جامد هنوز هم جرم ۱ پوند دارد پس آب باید جرم ۴۹ پوند را داشته باشد که در مجموع جرم کل سیب زمینی ها به ۵۰ پوند می‌رسد.